# Малый Жемчужный
Малый Жемчужный — остров в северо-западной части Каспийского моря, входит в Астраханскую область. Известен как место гнездования ряда редких видов птиц. Кроме того, остров представляет собой единственное в Северном Каспии лежбище эндемичного каспийского тюленя. Ранней весной и поздней осенью на острове собирается до 6 тысяч особей данного вида. Природа острова отражена в лентax «Зелёные острова дельты» кинокомпании BBC, Франции и др. На острове временно действовала радиолокационная станция, где проживал её персонал, в том числе и зимой.

## География
Остров образовался в 1930-е годы, когда в результате долговременного падения уровня Каспийского моря одна из местных отмелей-банок вышла на поверхность. Юридические права на остров предъявили Астраханская область и республика Калмыкия. Береговая линия подвержена сильному изменению. К началу 1970-х гг., на пике максимальной регрессии Каспия, остров достигал в длину 10 км, в ширину до 400 м. Однако с тех пор его площадь вновь начала сокращаться. С 2013 по 2014 году его площадь уменьшилась с 26,6 до 23,3 га. Интенсивно размываемый юго-восточный берег стал более обрывистым. К 2016 году длина острова составляла лишь около 3 км, ширина около 300 м. Сложен песчаными дюнами, ракушняково-песчаными косами, тростниково-рогозными зарослями у лагун. Поросшие тростником внутренние лагуны исчезли или сильно уменьшились. Наивысшая точка — 1,2 м.

## Природоохранные меры
В 1983 году был объявлен памятником природы Астраханской области. Несмотря на это, в 2001 году ряд заброшенных строек связанных с нефтедобычей здесь оставила «Калмнефть». В 2002 году получил статус государственного памятника природы федерального значения. Основные объекты охраны:
- Черноголовый хохотун.
- Чеграва.
- Серебристая чайка.
- Пестроносая крачка.
- Каспийский тюлень.